# Porselein

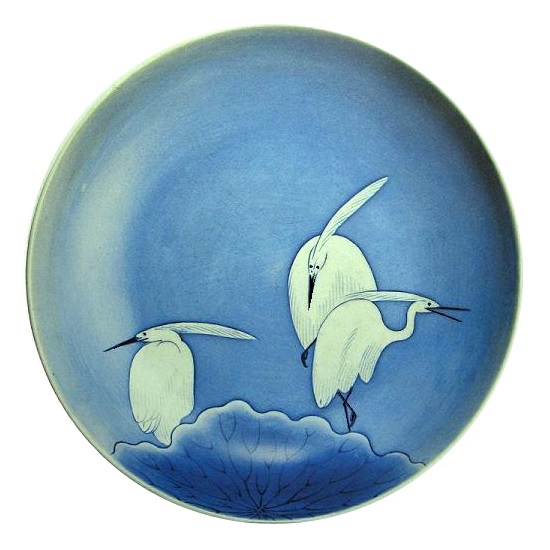
Japanse schaal met drie reigers, ca. 1700. Hizen Kyushu Ceramic Museum

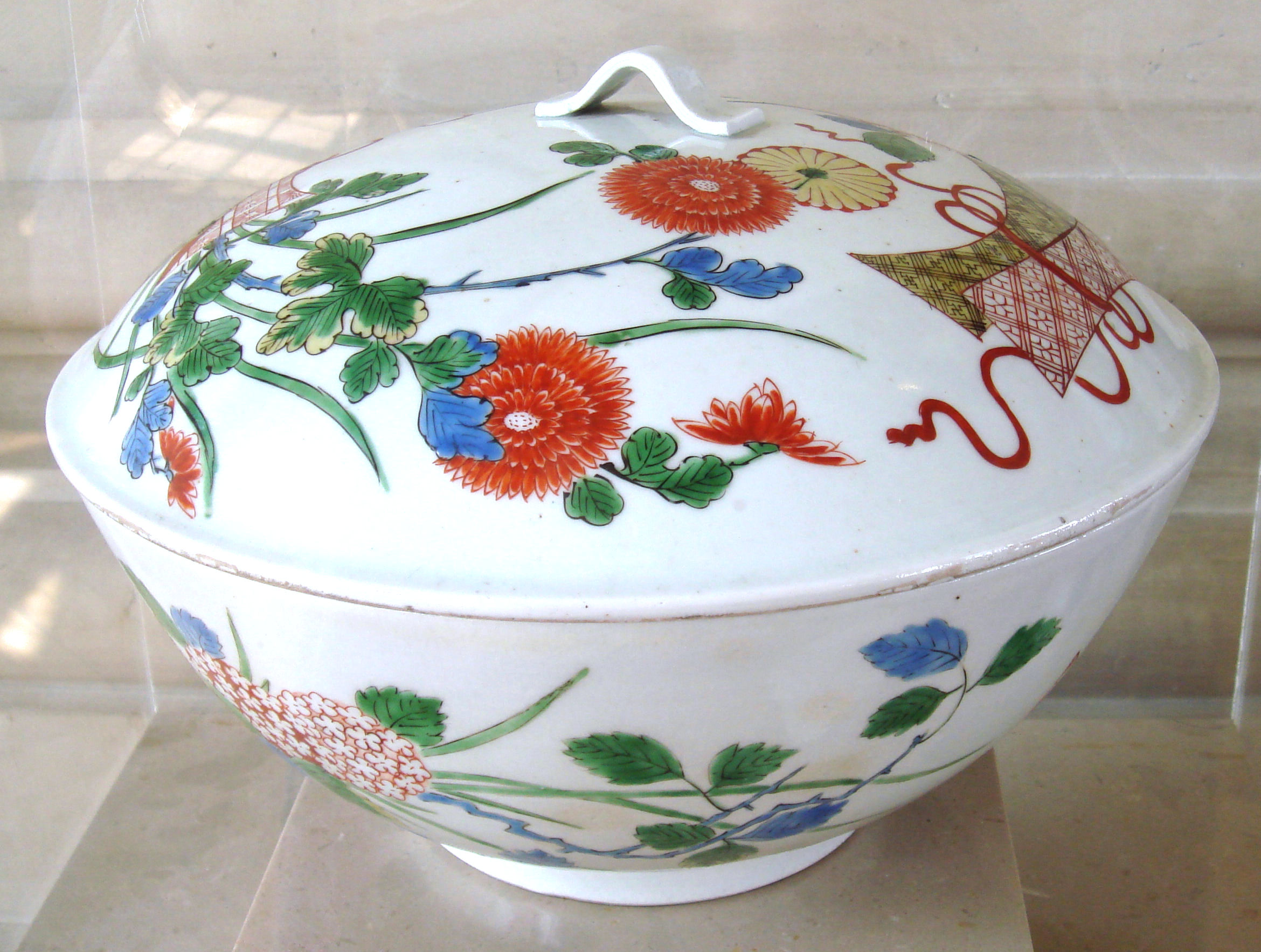
Japanse dekschaal in kakiemonstijl (1645)

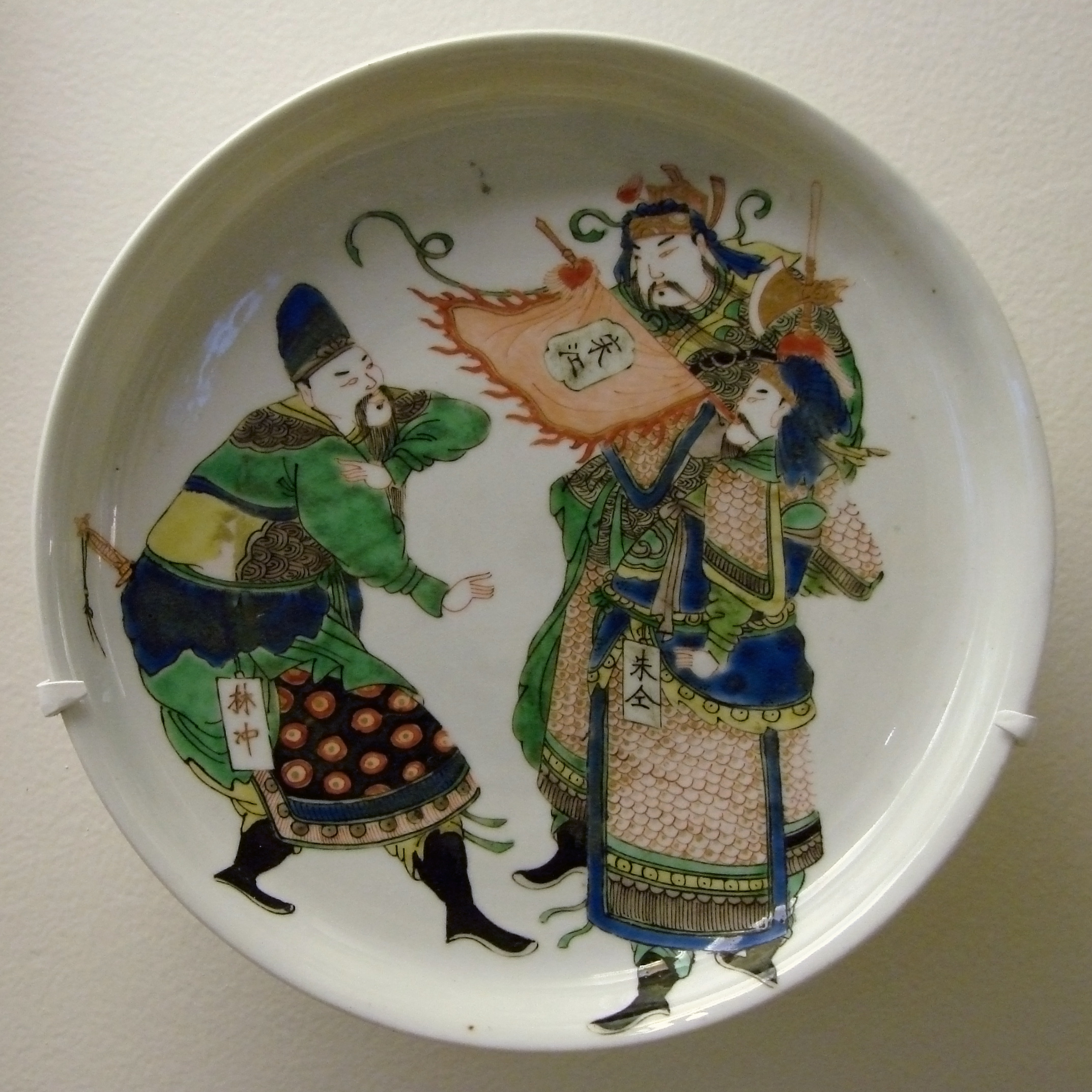
Bordje uit Kangxiperiode

Porselein is een specifieke vorm van keramiek, samengesteld uit kaolien (een weerbarstige, witte kleisoort), kwarts en een veldspaat, en gebakken op een hoge temperatuur. Porselein wordt daardoor hard, doorschijnend, niet poreus en klinkt helder, anders dan bijvoorbeeld aardewerk.
Porselein is een Chinese uitvinding. Het is reuk- en smaakloos en verkleurt nauwelijks, ook niet als het bijvoorbeeld enkele eeuwen in een scheepswrak op de bodem van de zee heeft gelegen. Het wordt vooral gebruikt om borden, kommen, bekers en ander vaatwerk te produceren dat dienstdoet bij het opdienen en nuttigen van voedsel en drank. Ovenvast porselein dient in de eerste plaats voor het bereiden van voedsel in een oven, en kan een temperatuur tot 250 °C à 300 °C verdragen.
Daarnaast heeft porselein, net als zilver en kristal, een functie als interieurdecoratie, zoals in het geval van vazen, kandelaars, decoratieve deurknoppen, cache-pots, menselijke of dierfiguren enz. Porseleinen serviezen worden meestal in gespecialiseerde winkels verkocht. Daarin is meestal ook bestek, glas of kristal te koop.
Porselein is veel gebruikt als materiaal voor het vervaardigen van isolatoren omdat het stevig, duurzaam, weersbestendig en hittebestendig is en elektriciteit niet geleidt. Ook werd porselein toegepast in tandtechnische laboratoria voor het vervaardigen van kronen en bruggen. Ten slotte is porselein gebruikt om poppenkoppen te vervaardigen en wordt het veel toegepast bij het maken van voorwerpen met een functie in het sanitair, bijvoorbeeld een toilet of een wasbekken.

## Productieproces

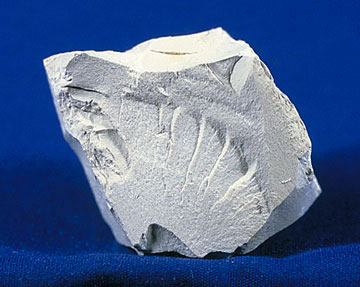
Kaolien

Voor het maken van porselein is klei vereist. Klei heeft de eigenschap dat het gekneed kan worden als het materiaal nat is. De klei wordt enige maanden in donkere kelders of putten opgeslagen om te rotten. Vele kleien zijn te vet om zonder toevoeging te kunnen worden verwerkt. Om porselein te maken voegt men aan de zo wit mogelijke klei, kaolien genoemd, zilverzand (kwarts) toe om de massa minder vet en bij verhitting glasachtig te laten worden. Het bijzondere van porselein is dat aan de klei een verpulverde steen wordt toegevoegd, veldspaat (of graniet), om de baktemperatuur te verlagen. De verhouding tussen de drie verschillende ingrediënten bedraagt 2:1:1. Vervolgens wordt het water uit de massa geperst en is het "deeg" klaar voor verdere bereiding.

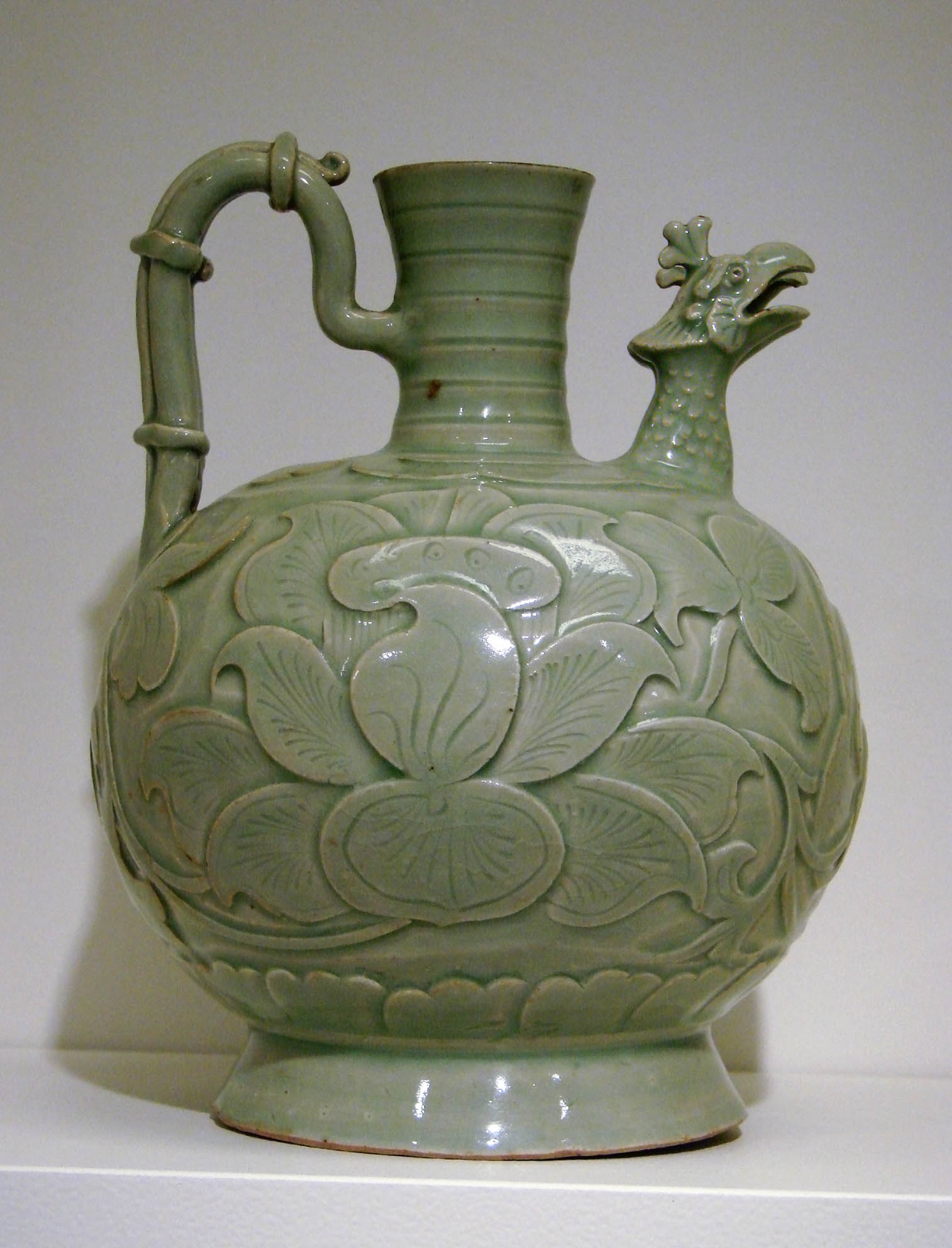
Noordelijke Song-celadon, 10e eeuw

Na de vorming van het voorwerp met behulp van een draaischijf en mallen volgt een droogproces van drie maanden. Vervolgens wordt het Europese porselein tweemaal gebakken. De eerste keer bij 900 °C, waarna het zgn. biscuit ontstaat. Vervolgens wordt het glazuur (een waterig mengsel van porseleinaarde, vermengd met tin of lood) aangebracht. Het gladbakken gebeurt bij circa 1400 °C en duurt anderhalve dag. Bij het bakken is de krimp een probleem: ongeveer 10% van de massa is verdampt.
Als de oven is uitgebrand en afgekoeld wordt het porselein beoordeeld op kwaliteit. In de 18e eeuw moest soms de helft van de productie worden weggegooid (de zogenaamde misbaksels), door een te lage of te hoge baktemperatuur. Veel porseleinfabrieken hielden het dan ook niet lang vol en gingen failliet. Meestal wordt het voorwerp in verfijnde kleuren beschilderd, waarna de decoraties worden gemoffeld in een oven bij 600-900 °C. Oorspronkelijk werden de ovens gestookt met hout, thans met gas.

## Vroege geschiedenis

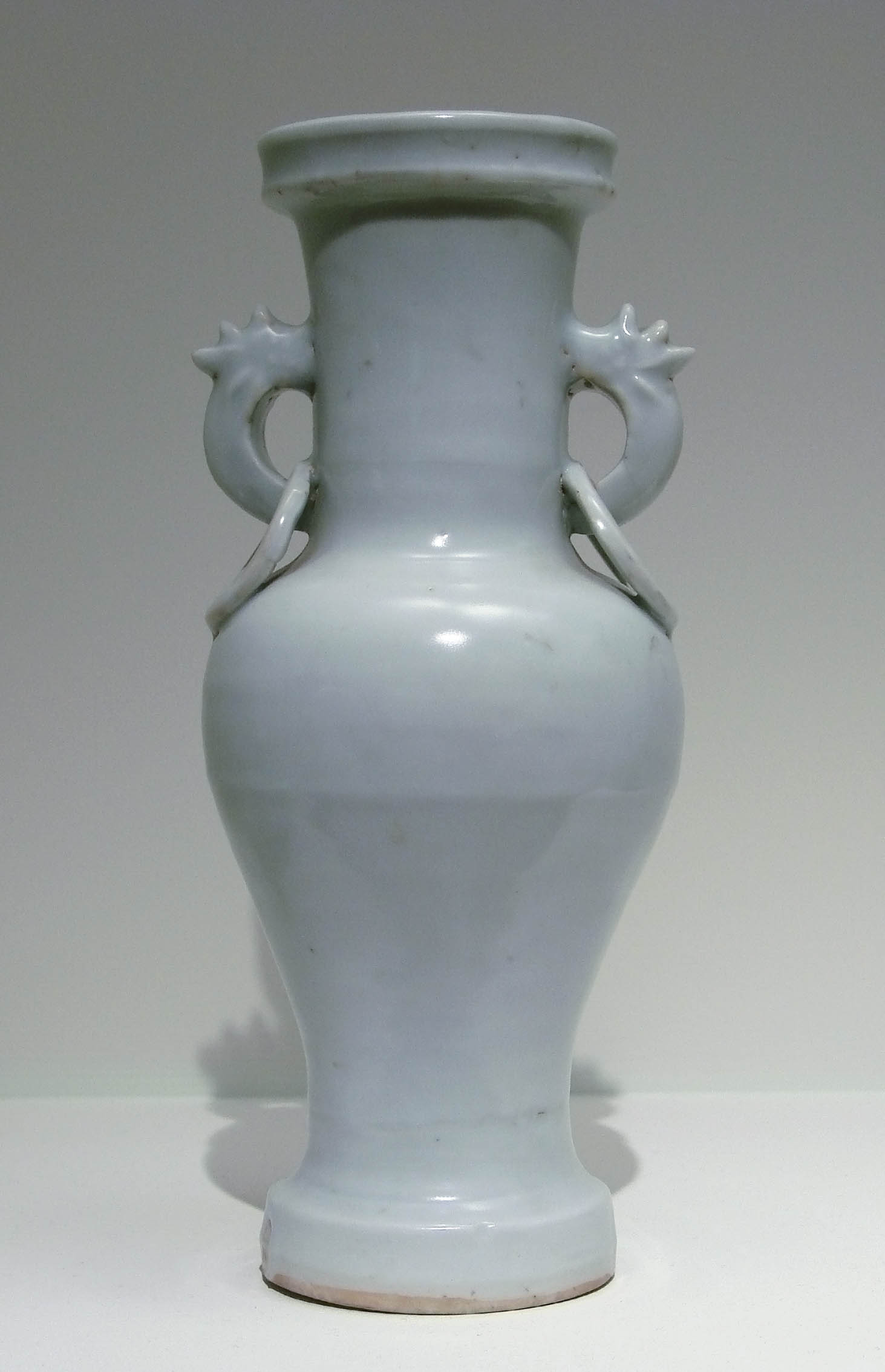
Blanc de Chine uit de Yuan-dynastie

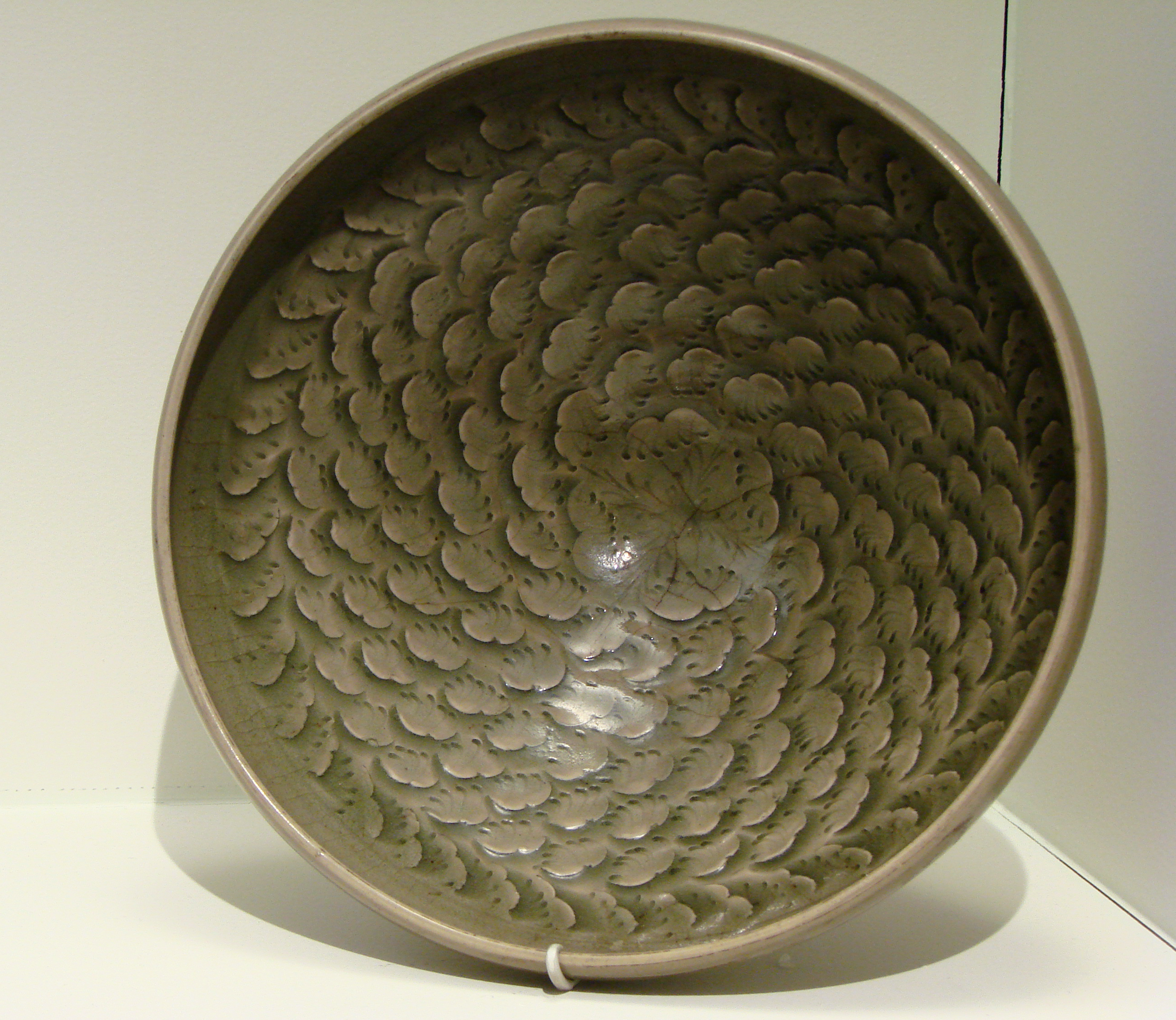
Celadon uit de Song-dynastie

De bakermat van het porselein ligt in het oude Chinese keizerrijk, waar het werd gebruikt bij de rituelen rond de voorouderverering en voor het opdienen van voedsel. Porselein werd tussen de 7e en de 9e eeuw n.Chr. ten tijde van de Tang-dynastie ontwikkeld om het dure groene jade en het witte jaspis te imiteren. Het aardewerk heeft een edele eenvoud. Soms wordt de ontwikkeling van porselein 500 jaar eerder gelegd, ten tijde van de Han-dynastie, toen het aardewerk voor het eerst werd geglazuurd. Door de oven plotseling te doven, verkreeg men porselein met een craquelédecor.
Nadat de Chinezen kennis hadden gemaakt met het Perzische keramiek, werd uit dat land kobalt ingevoerd om het zo beroemde blauw-witte porselein te fabriceren. In de 14e eeuw werd het schilderen van een decor steeds belangrijker dan de tot dan toe meestal sombere soms ook fascinerende glazuur. Dat was een revolutionaire ontwikkeling en het porselein kreeg veel meer aandacht.
In Europa was het dunne, glanzende en doorschijnende porselein onbekend tot in de 13e eeuw. De ontdekkingsreiziger Marco Polo maakte er als een van de eerste Europeanen kennis met porseleinen eetgerei. Volgens hem werd de klei uit de omgeving van Jingdezhen dertig tot veertig jaar blootgesteld aan zon, wind en regen en konden de vruchten eerst worden geoogst door de volgende generatie. Hij vergeleek het glanzende eindproduct met de tere roze schelp van een zeeslak (familie van de Cypraeidae), dat in de Italiaanse volksmond porcella (varkentje) werd genoemd en gaf het de naam porcellana.

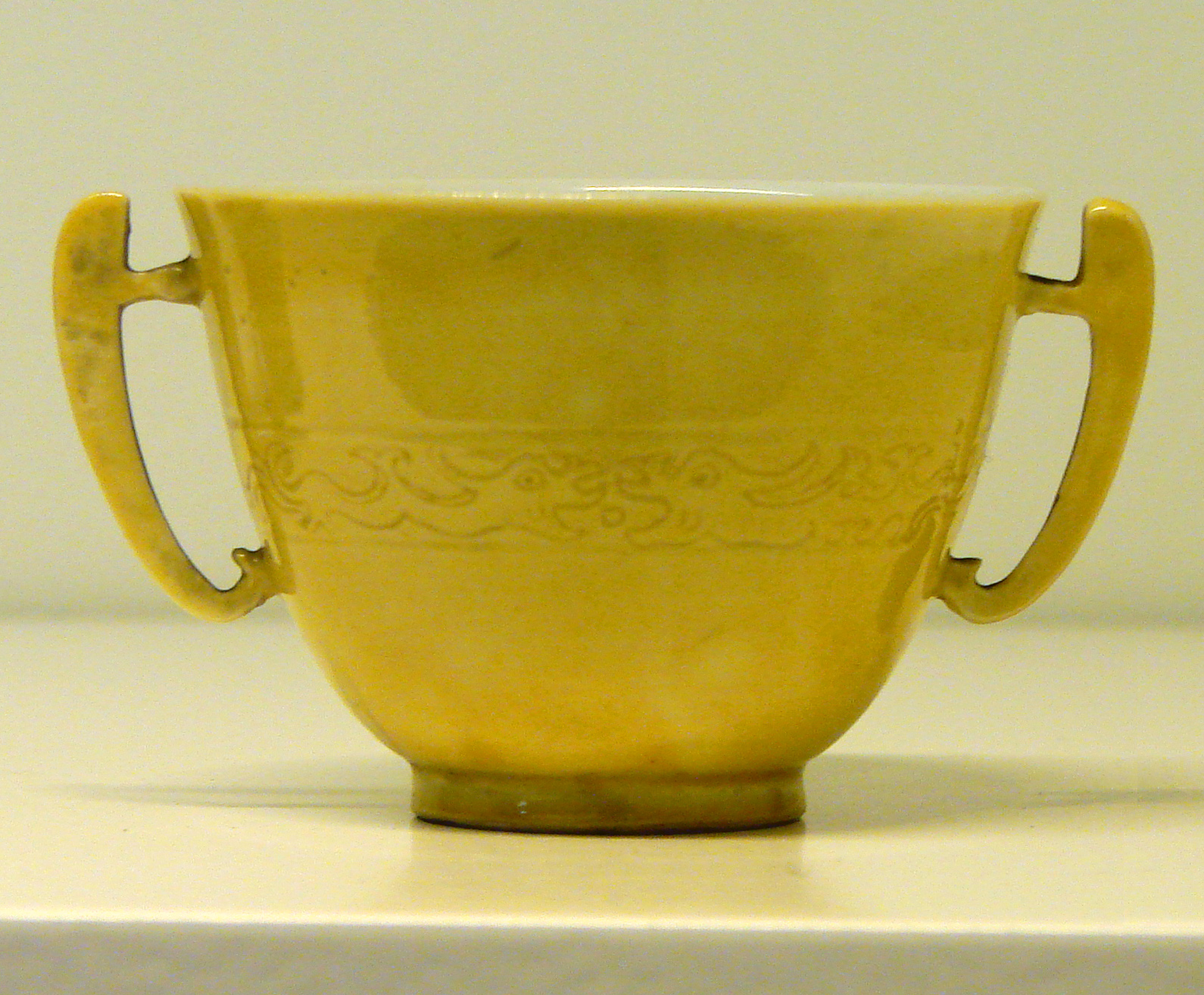
Keizerlijk geel kopje, Kangxi (1662-1722)

Aanvankelijk werd het porselein via de zijderoute aangevoerd. In Istanboel, in het Topkapi-paleis is een oude en belangwekkende, Chinese collectie te zien. De Chinezen produceerden ook voor de Arabische markt, voorwerpen zonder menselijke afbeeldingen, met een diep soort (Mohammedaans) blauw. In Turkije werd het İznik-keramiek geproduceerd, steeds meer beïnvloed door het Chinese porselein. Pas toen de Portugezen rond 1517 de zeeroute naar China ontdekten, werd het porselein ook in Europa populair. In 1520 noteerde Albrecht Dürer dat hij in Antwerpen drie stuks "porcolona" had gekregen van een Portugees. Filips II bezat 3.000 stuks Ming porselein en in Lissabon waren in 1585 al tien porseleinwinkels.

## Geschiedenis van het porselein na 1600
In Nederland werd porselein bekend, toen in 1602 het Portugese schip San Jago door een vloot van Nederlandse schepen werd overmeesterd. De lading hiervan werd naar Amsterdam vervoerd en geveild. Ook werd eind februari 1603 een Portugese kraak gekaapt in de Straat van Malakka door admiraal Jacob van Heemskerck, beladen met zijde en 100.000 stuks porselein. Op de veilingen van de VOC bracht het zogenaamde kraakporselein, enkele miljoenen op. Iedereen raakte in de ban van het exotische product. Johannes Isacus Pontanus vermeldt dat in 1611 porselein alledaagse, maar prijzige voorwerpen waren.

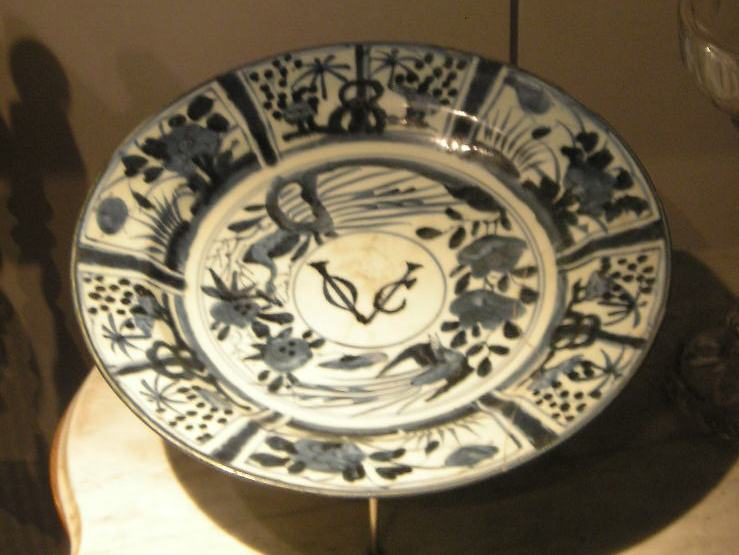
Een bord kraakporselein in een museum in Malakka

De term kraakporselein vindt zijn oorsprong in de naam van de Portugese schepen caraques of kraken, waarmee de lading naar Europa werd vervoerd. Het kraakporselein was goedkoop, grof en ongesigneerd. Het was speciaal voor de Europese markt bedoeld en werd vaak door de VOC als ballast onder in het schip geladen. In de Nederlandse huishoudens diende het Chinese porselein aanvankelijk als siervoorwerp. Het werd te pronk gezet op kasten, op speciale richels en op de schoorsteenmantel. De pottenbakkers in Delft werden beïnvloed door het blauw-witte Chinese porselein. Ze gingen over tot het produceren een blauw-wit faience, veelal met Chinese Wanlimotieven.

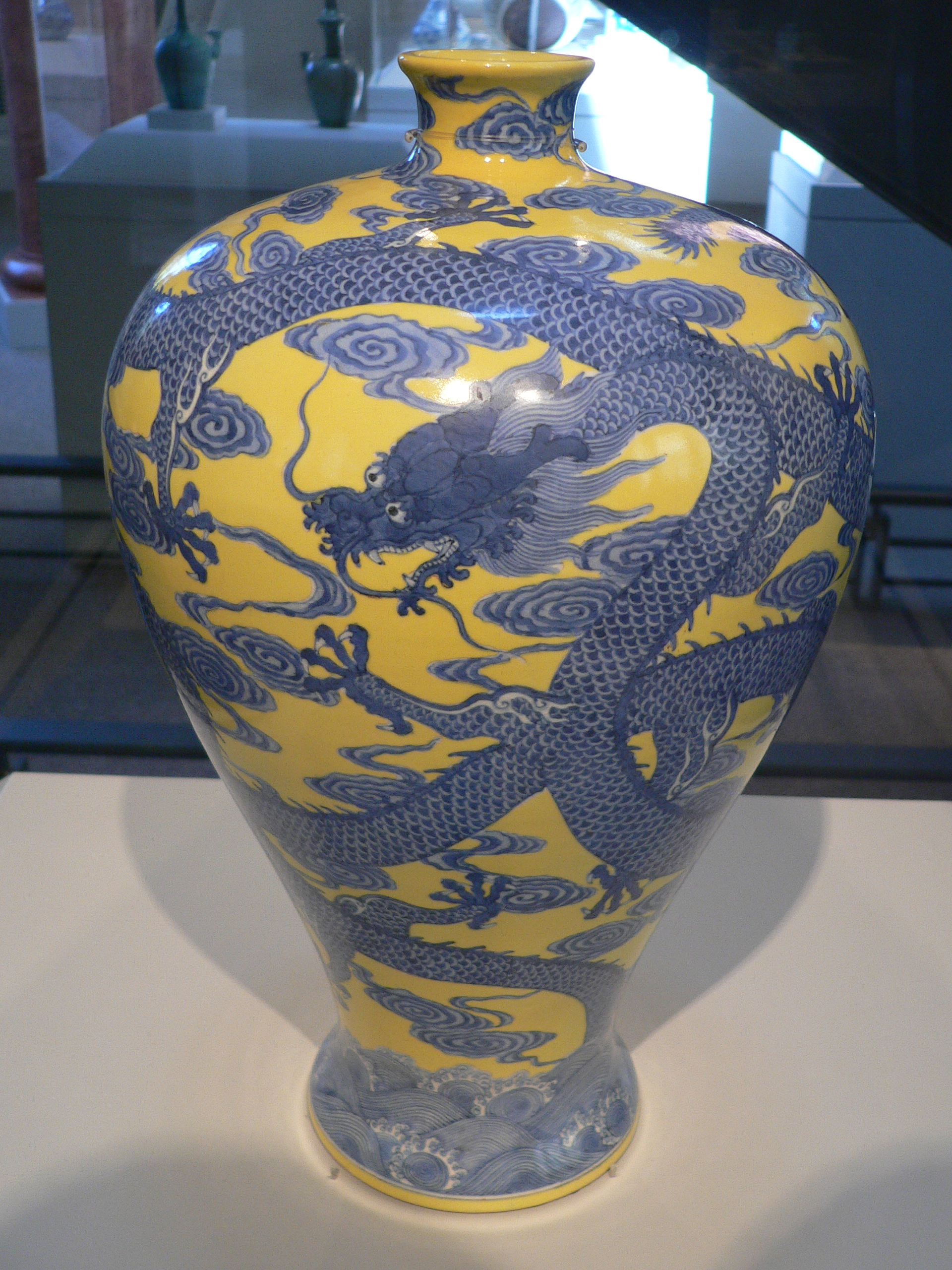
Chinese vaas (Qing-dynastie)

Toen de Nederlanders vanwege een burgeroorlog tussen de Zuidelijke Ming en de Mantsjoes in de periode tussen 1650 en 1680 moeilijk aan Chinees porselein konden komen, bovendien bij de overgave van Fort Zeelandia aan Coxinga in februari 1662 het eiland Formosa moesten opgeven, gingen de VOC-schepen vaker naar Japan om porselein aan te schaffen. De productie van Imari in Arita (Japan) was opgestart door Koreanen rond het jaar 1600. Vanaf 1640 probeerde Japan autarkisch te zijn en stimuleerde de productie van porselein. Vanaf 1646 produceerde Arita ook voor de export naar Europa. In december 1659 liet Zacharias Wagener 40 kisten met porselein naar Batavia verschepen. Wagener had steengoed uit Westerwald als voorbeeld laten gebruiken, toen de goedkeuring uit Amsterdam op zich liet wachten. Er lag nog een grote order gereed van meer dan 21.000 stuks voor Mokka. Het Japanse porselein was evenwel twee keer zo duur als het Chinese porselein. Pas toen de Hollanders, onder anderen Joan Nieuhof en Joan van Hoorn, de Chinese keizer de nodige eer bezorgden, werd het opnieuw toegestaan met regelmaat de Chinese havens aan te doen. De aanvoerproblemen vanuit China waren voor de pottenbakkers in Delft, Gouda, Harlingen en Makkum niet ongunstig.

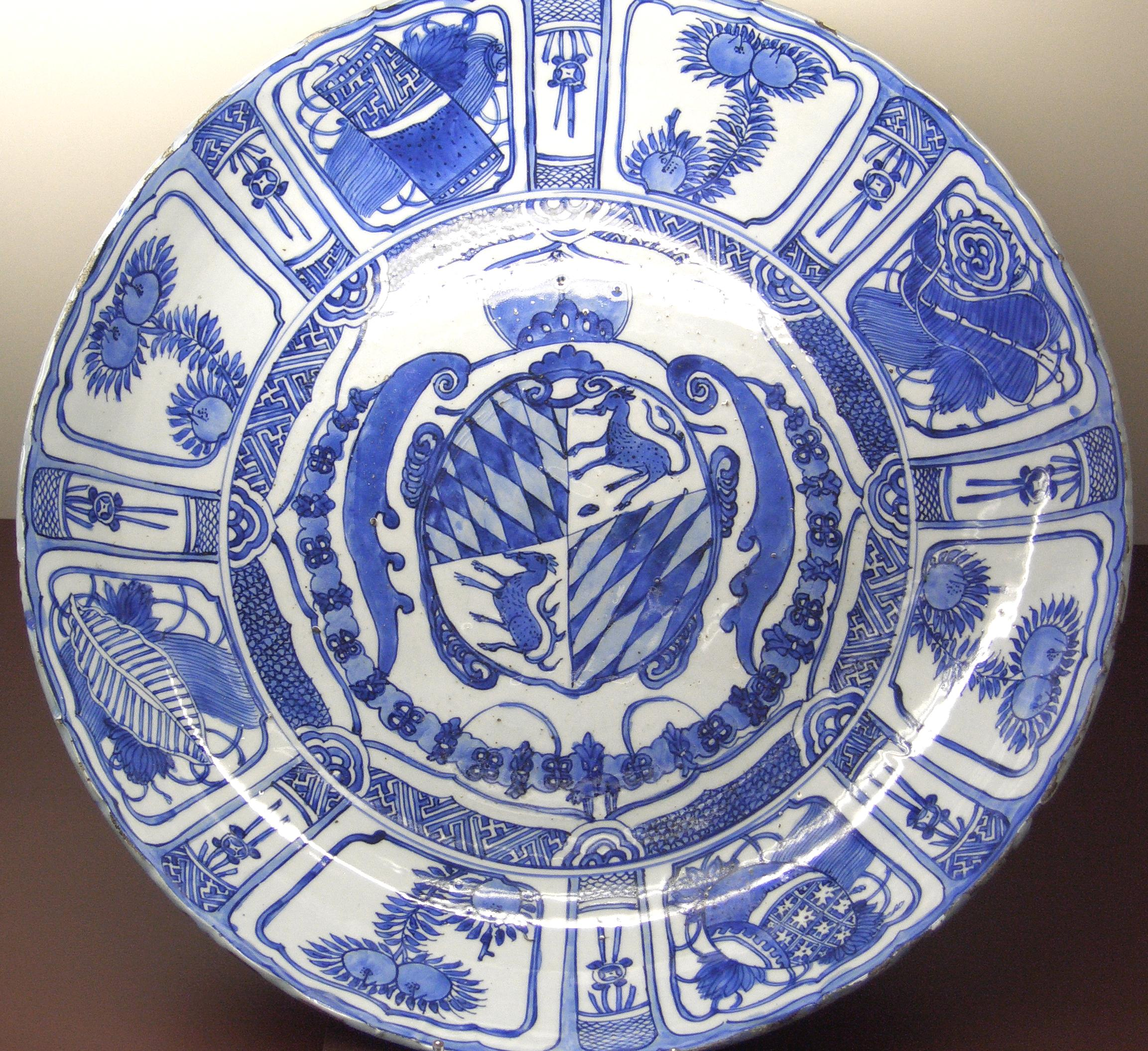
Wanliporselein met familiewapen van de Wittelsbach

Pater d' Entrecolles, een Franse jezuïet heeft de productiemethoden in China in een aantal beroemd geworden brieven beschreven. Na 1730 komt er vooral gekleurd porselein uit China. Bij de ontwikkeling van het procedé hadden de Chinezen hulp van een deskundige jezuïet. De kleur roze of rood was rond 1685 ontwikkeld door de Leidse, Potsdammer of Hamburgse (?) arts, chemicus of glazenier Andreas Cassius en in het begin van de 18e eeuw geïntroduceerd in China.

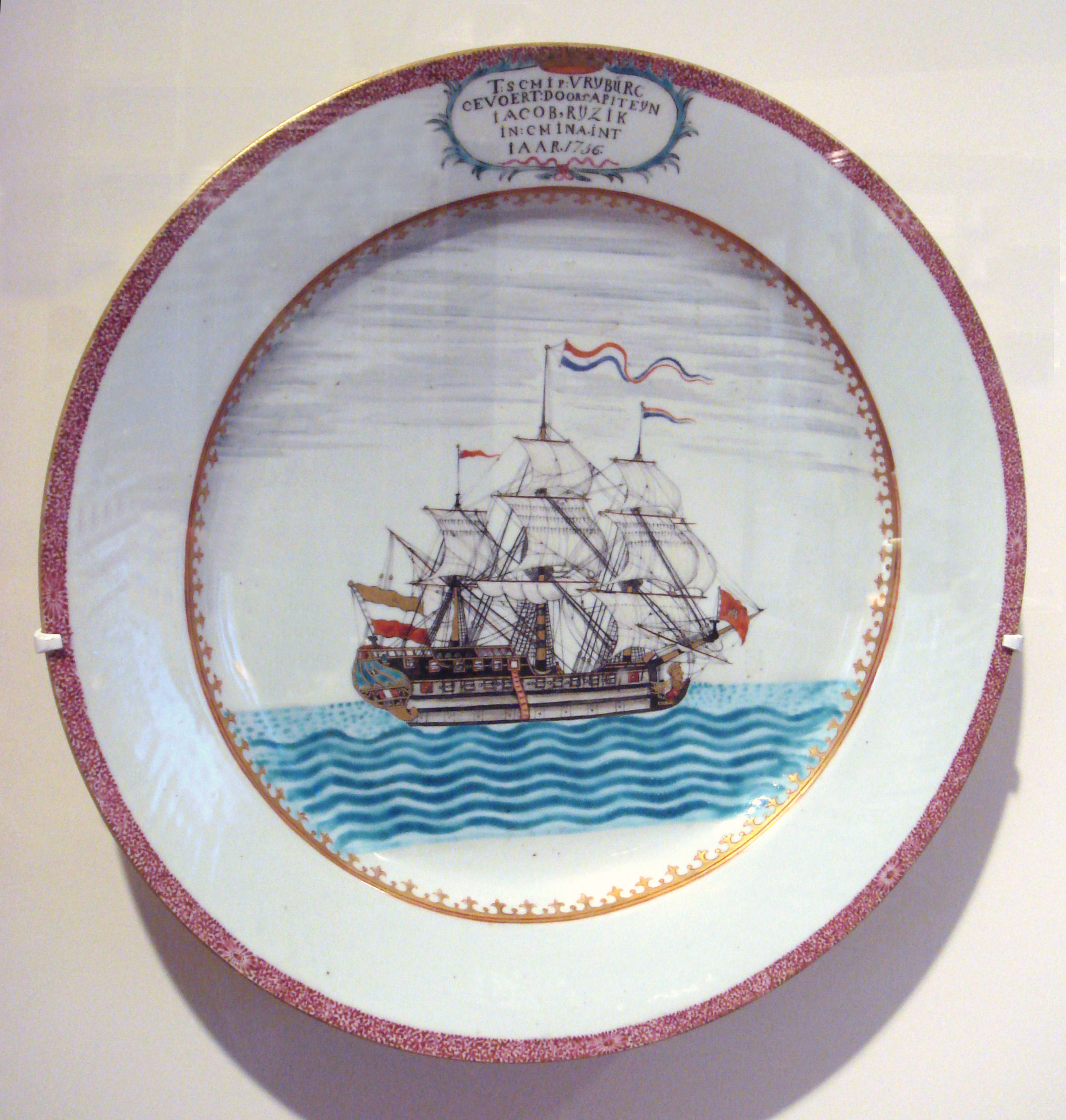
Het schip Vryburg op een schotel, gemaakt in opdracht (Chine de commande)(1756)

Ondertussen plaatsten de Nederlanders opdrachten in China, het zogenaamde Chine de commande, gekenmerkt door de Europese taferelen, familiewapens, landschapjes, beroemde personen, provinciewapens, en actuele gebeurtenissen. Daarnaast werd in China Imari porselein besteld, als gevolg van de hoge prijzen in Japan. Cornelis Pronck tekende tussen 1734-1737 en in opdracht van de VOC vijf verschillende Chinese motieven, waaronder de dame met de parasol, de drie doktoren en het prieel. De VOC bemoeide zich steeds minder met de invoer van porselein, en liet de handel over aan particulieren.

## Uitvinding van Europees porselein

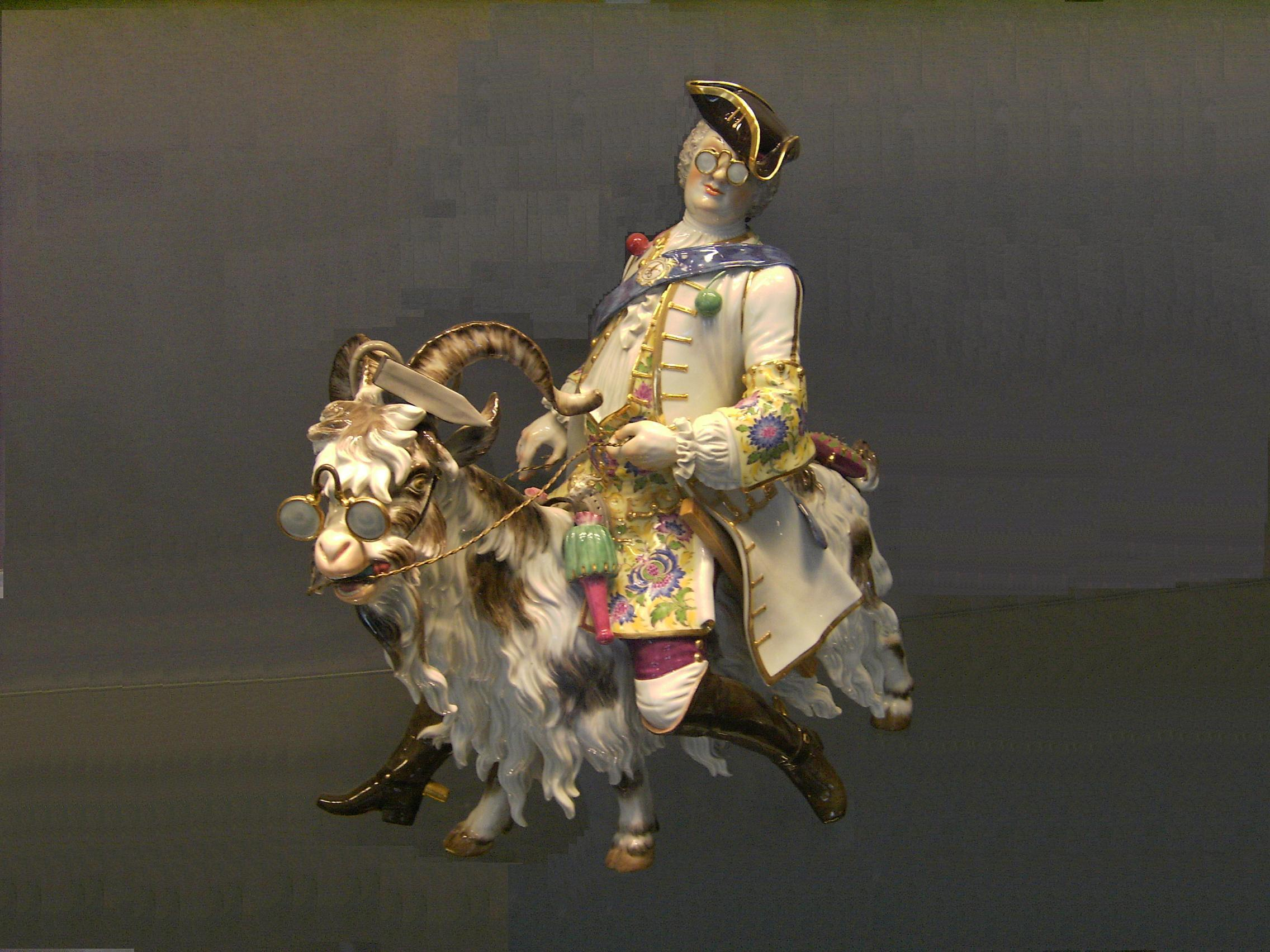
Meissenporselein, 18e eeuw

De Chinezen wisten het procedé om porselein te maken ongeveer duizend jaar geheim te houden. In het begin van de 18e eeuw lukte het de geoloog Ehrenfried W. von Tschirnhaus, die in Leiden had gestudeerd en in 1687 een brandglas had ontwikkeld om hoge baktemperaturen te verkrijgen, een belangrijke stap in de ontwikkeling van porselein te maken met de hulp van de alchemist Johann Friedrich Böttger. De beide mannen werden financieel gesteund en onder druk gezet door August de Sterke, keurvorst van Saksen om nieuwe en innoverende industrie te ontwikkelen. Op 15 januari 1708 werd een goed procedé ontwikkeld. Op 24 april van dat jaar werd officieel de eerste porseleinfabriek opgericht met behulp van twee Amsterdamse tegelbakkers: Gerrit van Malsem en zijn stiefvader.
Een van de eerste resultaten van de samenwerking tussen Böttger en Tschirnhaus was de productie van rood steengoed die leek op die van Yixing.
Op 28 maart 1709 werd de uitvinding van porselein gemeld aan de keurvorst, toen het was gelukt om negen kopieën van Chinees porselein te produceren. In 1710 verhuisde de fabriek naar een beter te bewaken plek, de Albrechtsburg in Meissen. Meissen is een stadje in de omgeving van Dresden.

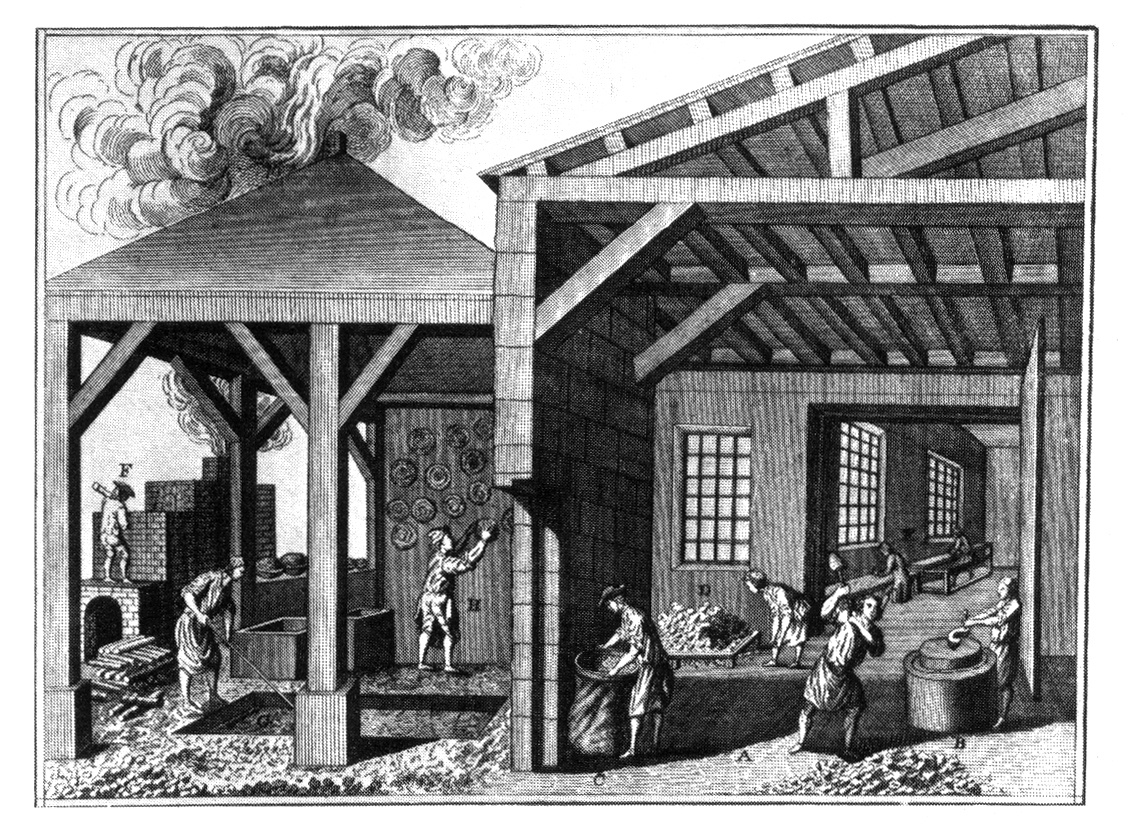
18e-eeuwse gravure van de productie in Meissen

Böttger produceerde in de beginperiode voornamelijk gepolijst rood of bruin steengoed naar Chinese of Japanse voorbeelden. Aanvankelijk werkte hij met albast, later met veldspaat, dat hogere temperaturen verdroeg en een veel doorschijnender product opleverde. Böttger vond veel navolging en kreeg te maken met plagiaat en personeel dat wegliep naar de concurrentie. Het is pas zijn opvolger Johann G. Hörolt gelukt 16 kleuren te ontwikkelen om porselein te beschilderen. Toen werd het mogelijk het steeds meer in zwang rakende kakiemonporselein te imiteren. Tot die tijd was porselein door thuiswerkers beschilderd, vooral in Augsburg.
Veel Duitse vorsten gingen over tot het stichten van hun eigen (statusverhogende) porseleinfabriek, want het drinken van thee, koffie of chocolademelk werd in de 18e eeuw steeds meer gemeengoed. Porselein bleek een duur, maar uitermate fraai en geschikt product om uit te drinken. Het werd toen "het witte goud" genoemd. Ook het serviesgoed werd door de veranderende tafelmanieren uitgebreider. Soms liep de zaak uit de hand, zoals bij het Zwanenservies, besteld door Heinrich von Brühl.

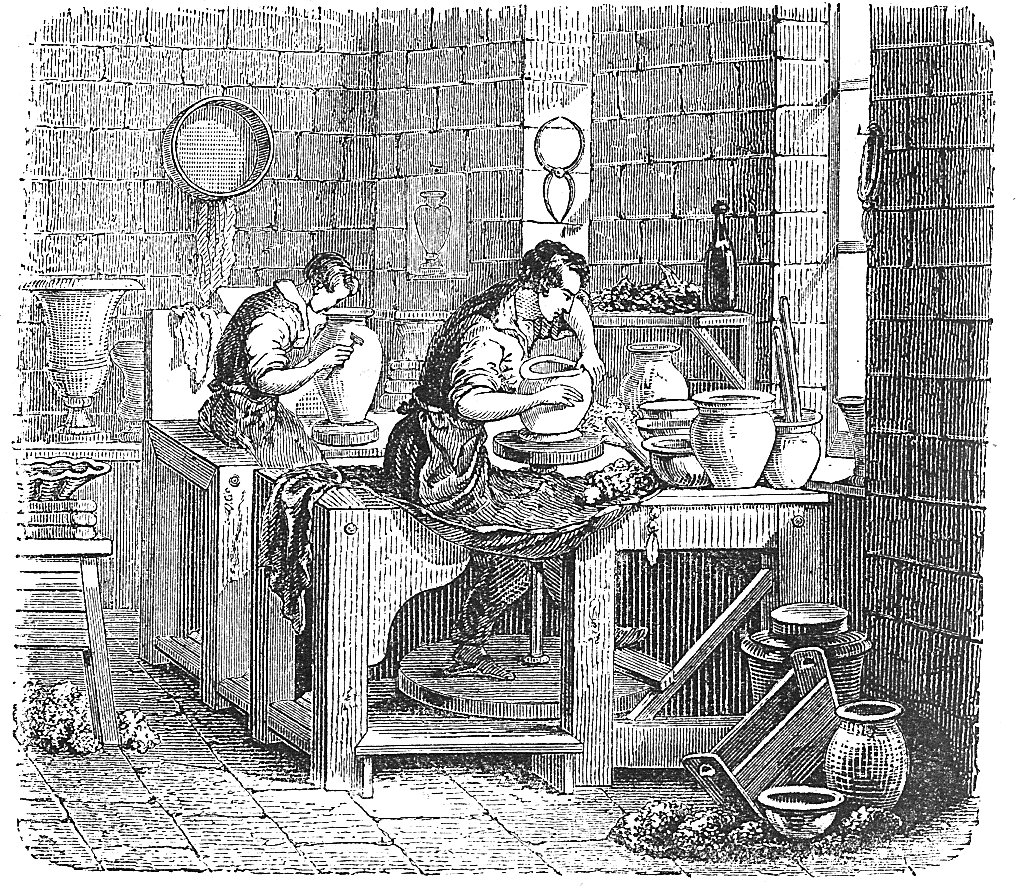
Productie van porselein. Uit: Traité élémentaire de chimie, L.Troost, 1884

De porseleinfabrikanten kregen steeds meer te maken met concurrentie uit Engeland, waar rond 1750 een goedkoop procedé om wit aardewerk te produceren werd uitgevonden en de lonen veel lager lagen. Met behulp van twee Engelsen is in 1759 de eerste Hollandse porseleinfabriek opgezet in een oude jeneverstokerij in Weesp. De fabriek was evenwel geen lang leven beschoren. Het productieproces was duur: soms moest de helft van het porselein dat uit de oven kwam worden weggegooid. Het porselein uit Loosdrecht had een wat andere samenstelling, zodat kon worden volstaan met een lagere baktemperatuur. De herkomst van sommige door Joannes de Mol gebruikte grondstoffen en het door hem gebruikte procedé is een nog niet achterhaald geheim.

## Herkomst naam porselein
De naam "porselein" verwijst naar de Italiaanse naam voor de kauri's (Cypraeidae), ook wel porseleinslakken genoemd. In het 15e-eeuwse Italië geloofde men dat het uit China afkomstige porselein was gemaakt van de verbrijzelde geelachtig witte omhulsels van kauri's. die in het Italiaans porcellana werden genoemd. Dit gaat terug naar porcellino, "zeug", (porcellus), verwijzend naar de overeenkomst tussen uitwendige genitaliën van de vrouw en de opening van de kauri's.

## Landen met een porseleinproductie

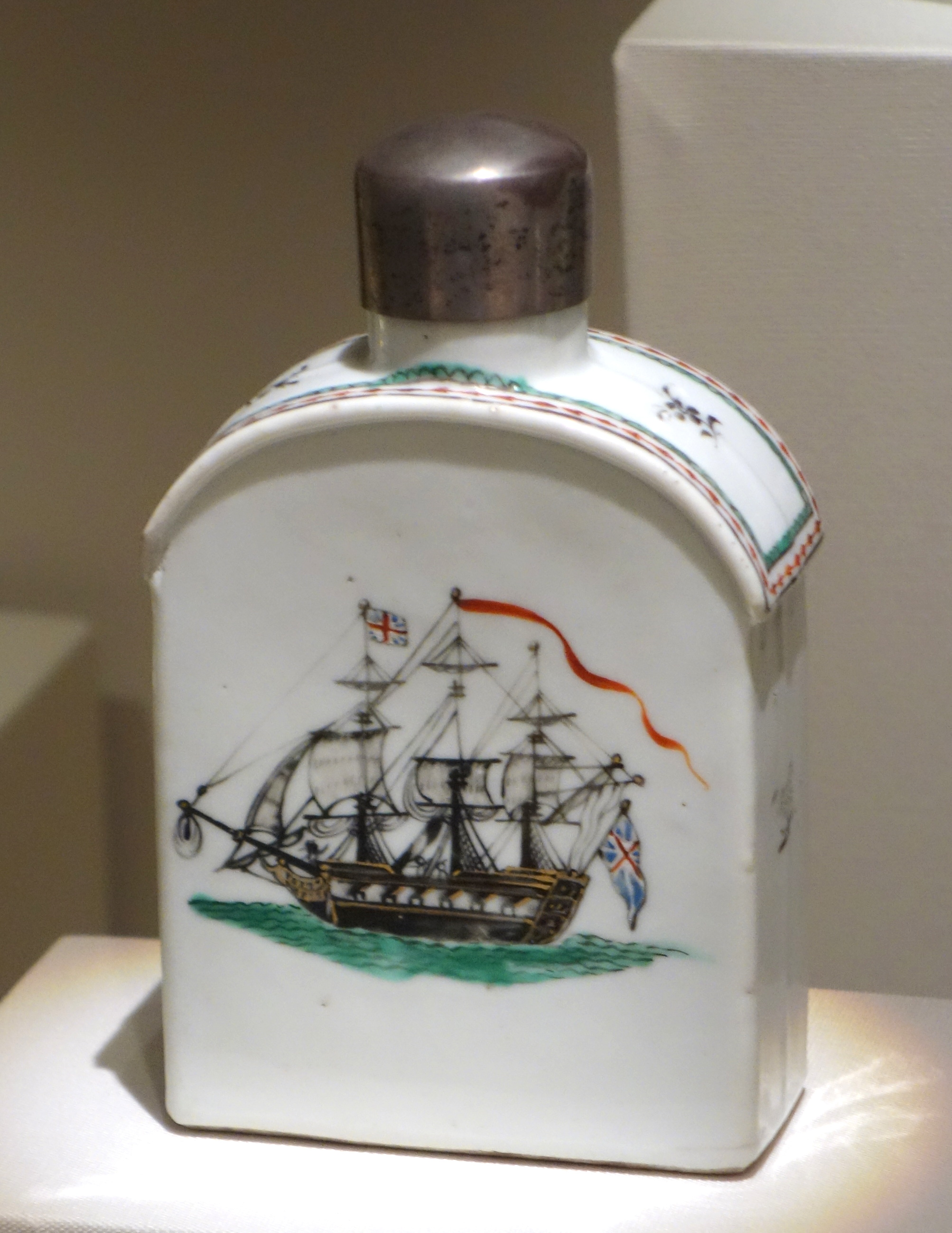
Theebus, porselein met email

### Chinees porselein
De meest gebruikte indeling van het Chinese porselein is de chronologische dynastieke indeling. Legendarisch zijn de zogenaamde Ming-vazen. In de kunsthandel en voor de verkoop kwam meer de indeling naar kleur in zwang, rond 1860 geïntroduceerd door de schilder en verzamelaar Jules-Ferdinand Jacquemart en de kunsthistoricus Edmond-Frederic Le Blant. Vanwege de uiteenlopende schakeringen is gekleurd porselein door hen in groepen ingedeeld: het zogenaamde famille rose en famille jaune. Het famille verte was al eerder bekend, maar werd geperfectioneerd. Tamelijk zeldzaam is het famille noir. Indrukwekkend is het monochrome porselein, waarvan het ivoorachtige, zogenaamde blanc de chine een voorbeeld is. Liefhebbers onderscheiden ook wucai of vijfkleurenporselein, encre de chine of jezuïetenporselein, geproduceerd vanaf 1727, melk en bloed, spinazie en eieren, koffie en room, Amsterdams bont, geïmporteerd ofwel niet versierd ofwel blauw-wit versierd Chinees porselein, dat in Amsterdam werd beschilderd of overgeschilderd met gekleurde emails en eierschaalporselein.

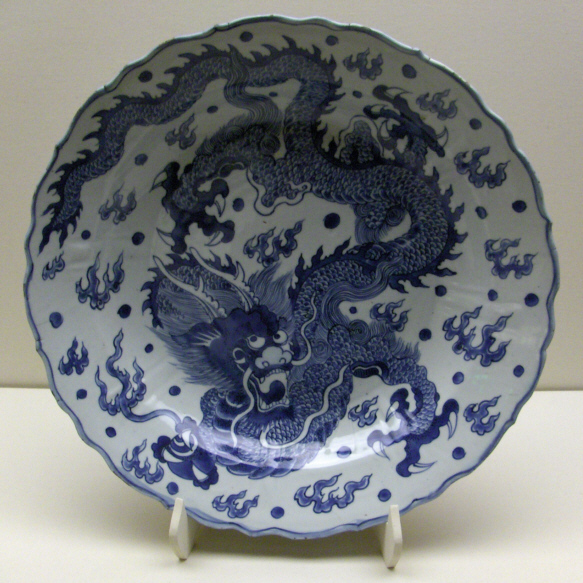
Mingschaal met draak

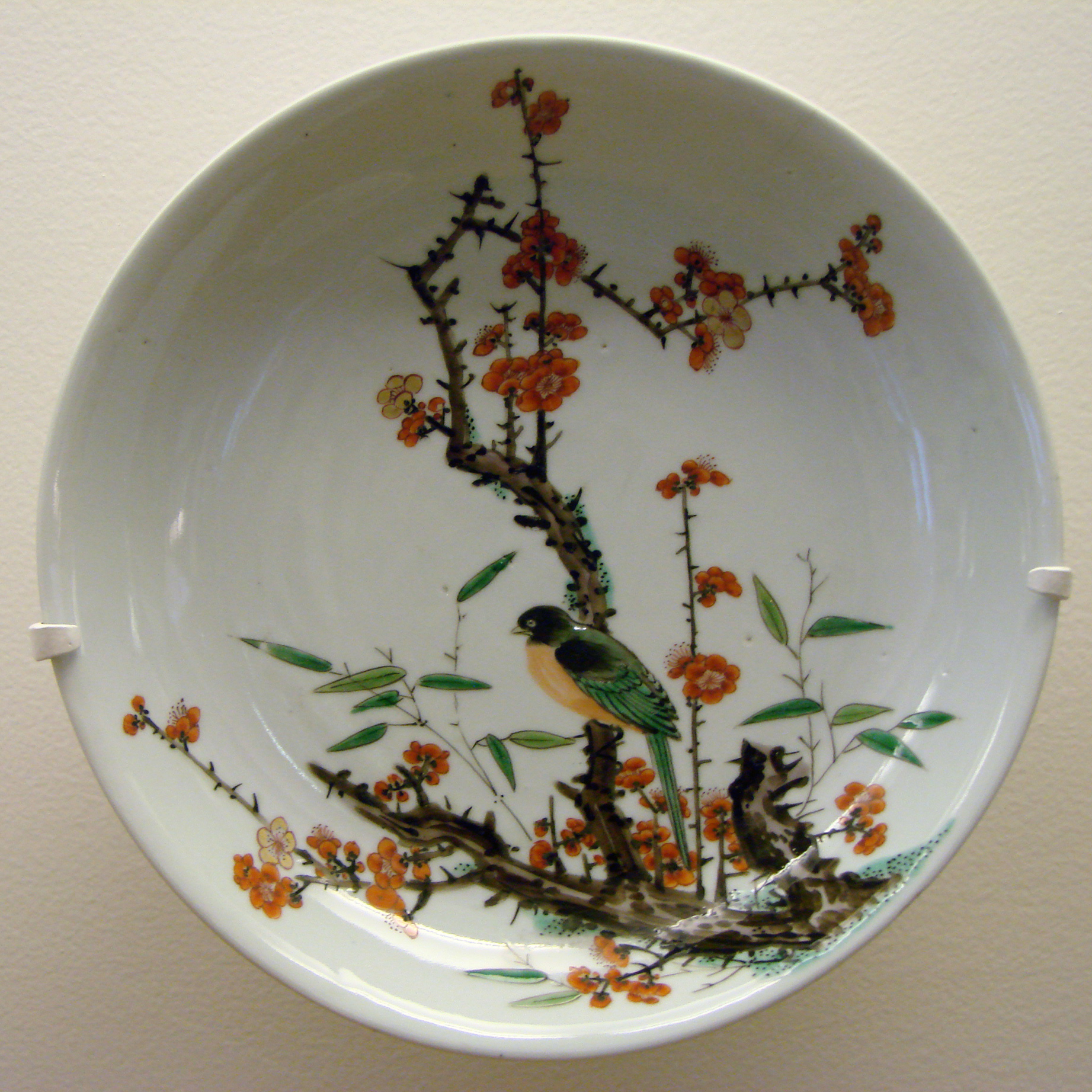
Schaal uit de Kangxi-periode

- Song-porselein is vanwege de vorm en het fraaie glazuur bekend, zoals het groen-grijze Celadon
- Ming (1368-1644), voornamelijk blauw-wit porselein, soms ook met groen.
- Overgangsporselein (1626-1661) heeft een dikkere scherf, helder wit glazuur en is van betere kwaliteit.
- Qing-porselein (1644-1912) heeft gladde, heldere motieven; er vinden experimenten plaats met glazuur en er wordt teruggegrepen op oude vormen.

De Qing-periode is onder te verdelen in:
- Kangxi-porselein (1662-1722), combinatie van blauw, rood of groen, waaronder het Melk-en-bloedporselein dat rood en wit is.
- Yongzheng-porselein (1723-1735), gebruik van kleuren als roze en aubergine
- Qianlong-porselein (1736-1795), verfijnd en subtiel.

In de 19e eeuw werd steeds witter porselein geproduceerd en qua patroon en vorm is teruggegrepen op eerder geproduceerd porselein of brons. De ovens lagen tijdens de Taiping-opstand stil of werden verwoest. De productie van artistiek porselein kwam opnieuw stil te liggen na 1937 als gevolg van de bezetting van China door Japan.
Hedendaags Chinees serviesgoed dat uitgevoerd wordt naar Europa bestaat ook, zoals het merk Auratic, een producent van beenderporselein (bone china).

### Japans porselein
- Arita, meestal blauw-wit

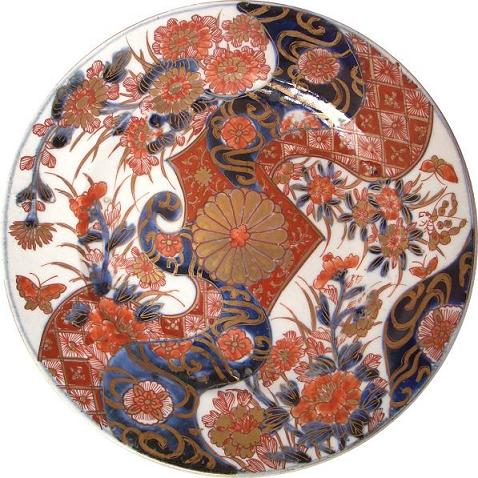
Imari-bord gemaakt in Arita, 18e eeuw

- Imari, met altijd de kleuren blauw, wit, rood en goud
- Kakiemon, met altijd een asymmetrisch patroon en meestal een bruin randje
- 1904-heden: Noritake, een bedrijf dat serviezen produceert voor de eigen markt en export naar o.a. Europa.

In Japan begon men het porselein in 1616 te vervaardigen toen men kaolien in de buurt van Arita vond. De Japanners volgden aanvankelijk de Chinese stijl. In de 18e eeuw ontstond een eigen Japanse stijl.
Kinto is een bekend merk van hedendaags porselein.

### Indisch porselein
- 1948-heden: U.P.Ceramics & Potteries Ltd, een producent van beenderporselein.

### Belgisch porselein
Vanaf 1751 was er een fabriek te Doornik, die thans echter niet meer bestaat. Een collectie Doorniks porselein wordt in het Musée Royal de Mariemont bewaard. Ook in Schaarbeek (1786-1790), Etterbeek (1787-1803) en Brussel werd in de 18e en/of 19e eeuw porselein gemaakt.
In 1818 werd in Elsene bij Brussel een porseleinfabriek gesticht door Fréderic Theodore Faber (1782-1844), die reeds ervaring had als porseleinschilder, die Frans porselein decoreerde. Zijn bedrijf werd gesteund door koning Willem I der Nederlanden. Faber decoreerde een servies dat uit 352 stuks bestond, in de periode 1819-1821 voor de koning. Het porselein hiervoor kwam uit Frankrijk, omdat de oven die Faber in Brussel bezat, toen zo'n productie nog niet aan kon. In 1829-1830 maakte Faber (Peintre sur porcelaine du Roi) het huwelijksservies van prinses Marianne, de dochter van de koning. Men gebruikte kaolien uit Limoges.
De Belgische revolutie was een tegenslag voor Faber. Zijn zoon, Henri Faber, zette het bedrijf na 1835 verder en maakte een luxueus dessertservies voor koning Leopold I van België.
- 1843-1977 Porcelaine de Baudour (La manufacture Declerq et De Fuisseaux), gevestigd in Baudour, provincie Henegouwen.

Ten onrechte schreef de pers soms over de porseleinfabriek van Royal Boch in La Louvière. Dit bedrijf produceerde geen porselein, maar faience (aardewerk), dat poreus was.
Pieter Stockmans, een designer die bij Mosa gewerkt had, maakte porseleinen borden en vazen in zijn atelier te Genk-Winterslag.

### Deens porselein
- Royal Copenhagen werd gesticht in 1775 en werd snel bekend om zijn exclusieve serviezen. Een uitzonderlijk werk was het maken van het servies Flora Danica, dat in 1790 door Denemarken aangeboden werd aan keizerin Catharina de Grote van Rusland. Het servies bestond uit bijna 2.000 onderdelen; de randen van borden en kopjes waren verguld en de motieven ontleend aan planten en bloemen uit Denemarken en Noorwegen.

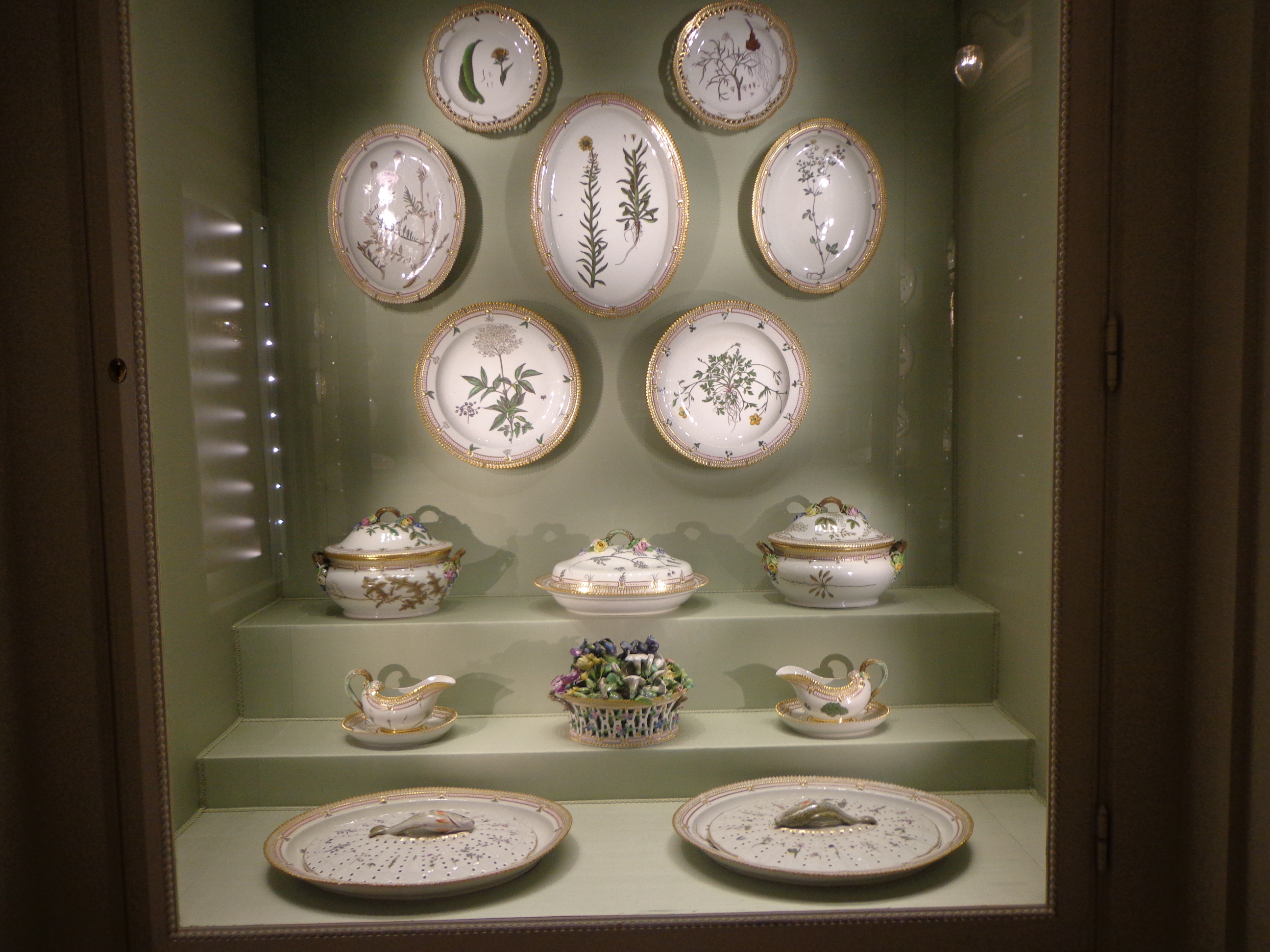
Deel van het originele Flora Danica servies (Royal Copenhagen) tentoongesteld in een porseleinkabinet in het Christiansborg Paleis

### Noors porselein
- De porseleinfabriek Porsgrund uit Noorwegen werd in 1885 door Johan Jeremiassen gesticht.
- Figgjo A S, is een Noorse porseleinfabriek gesticht in 1941, die uitsluitend serviezen maakt.

### Zweeds porselein
- Rörstrand is sinds 1726 een porseleinfabriek in Zweden. Een bekend en in Zweden heel populair servies van dit merk is Ostindia.
- Marieberg was een aardewerk- en porseleinfabriek in Zweden, die werkte van 1758 tot 1788. Marieberg werd gesticht door J. E. Ehrenreich. Echt porselein werd enkel gemaakt in 1778 en 1779. De producten werden beïnvloed door Franse ontwerpers. Polychrome decoratie.

### Nederlands porselein
- Bertrand Philip, Graaf van Gronsveld Weesper porseleinfabriek (1759-1771)[6]
- Joannes de Mol Manufactuur Oud-Loosdrecht (1774-1782)
- Friedrich Daeuber Amstel porselein (1784-1801)[7]
- Anton Lyncker Haags porselein (1777-1790)
- Petrus Regout, Maastricht. Porseleinfabriek (1836-1931), opgegaan in Koninklijke Mosa
- N.V. Porselein- en Tegelfabriek Mosa in Maastricht, gesticht in 1883, die naast muurtegels porseleinserviezen voor de horeca maakt (hotelporselein).
- N.V. Haagsche Plateelbakkerij Rozenburg (1883-1916), met vanaf 1899 productie van eierschaalporselein.

### Duits porselein

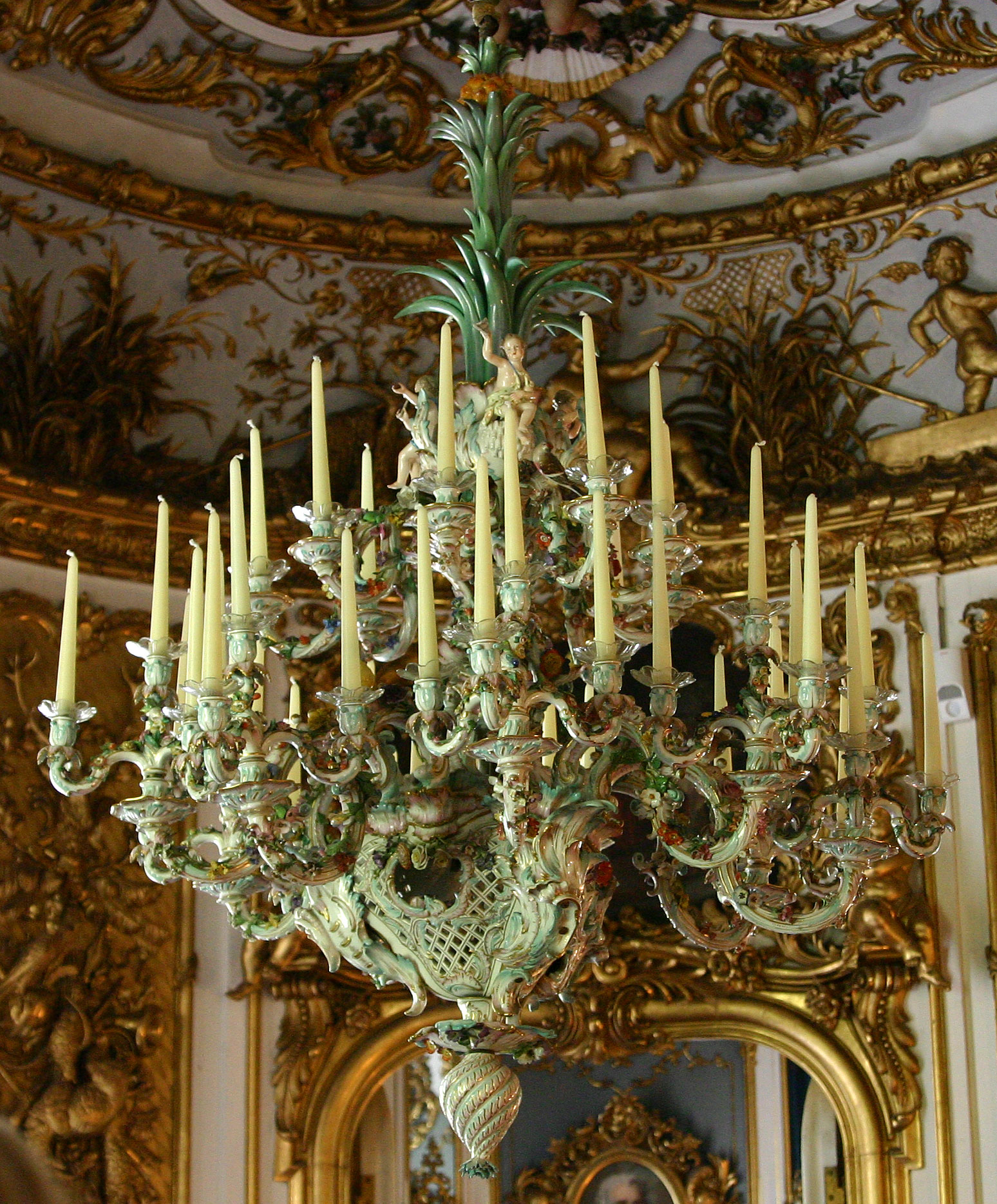
Een kroonluchter, gemaakt van porselein, slot Linderhof, Ettal; 19e-eeuwse kopie uit Meissen naar een 18e-eeuws voorbeeld

- 1710-heden: Staatliche Porzellan-Manufaktur Meißen. Gedurende meer dan 150 jaar was het bedrijf gevestigd in de Albrechtsburg, een kasteel te Meissen.
- 1746-1796: Höchst Frankfurt am Main. In 1947 heropgericht door Rudolf Schäfer.
- 1747-heden: Fürstenberg Fürstenberg
- 1747-heden: Nymphenburg, München
- 1748-heden: Villeroy & Boch Keramische Werke, ontstaan in Audun-le-Tiche met vestigingen in Duitsland en Luxemburg. De hoofdzetel is gevestigd in Mettlach, Saarland. Het begon pas in 1766 porselein te maken; hiervoor andere vormen van keramiek. Er was een -in 2010 gesloten- vestiging in het Groot-Hertogdom Luxemburg, namelijk in Sept-Fontaines deel van Rollingergrund in de hoofdstad Luxemburg. Eind 20e eeuw tevens productie van bestekken en kristal.
- 1751-heden: Königliche Porzellan-Manufaktur Berlijn
- 1755: Frankenthal Pfalz
- 1758: Ludwigsburg Stuttgart
- 1764-heden: Wallendorfer Porzellan Manufaktur, gevestigd in Lichte/Wallendorf.
- 1783 Rauenstein was een fabriek uit Rauenstein (Thüringen) die bestond tussen 1783 en 1930 en bekend stond om zijn brede productassortiment. Het merk “Rauenstein” wordt gewaardeerd door verzamelaars.
- 1790-2018: Weimarer Porzellanmanufaktur (beschermde merknaam, eigenaar van de rechten: KARACA GmbH); van 1917-1940 geheten: Fa. E. Carstens; bekend om de verwerking van kobalt in de beschildering; zowel toen als daarna, in de DDR-periode (1949-1990), een fabriek met relatief goedkope massaproducten; van 2007-2018 eigendom van de firma Könitz; eind 2018 failliet gegaan, productie beëindigd. Het bedrijf is, anders dan de naam suggereert, nooit te Weimar, maar steeds in het 15 km zuidelijker gelegen Blankenhain gevestigd geweest.
- 1794-heden: Tettau
- 1810-heden: Ritzenhoff & Breker in Bad Driburg
- 1814-heden: Hutschenreuther. Historisch waren er twee familiebedrijven, nl. "Carl Magnus Hutschenreuther" in Hohenberg en "Lorenz Hutschenreuther" in Selb, die fuseerden in 1969 om "Hutschenreuther A.G." te vormen. Symbool is een leeuw met het jaartal 1814. Hutschenreuther produceert dierfiguren van zeer hoge kwaliteit (Kunstabteilung), vazen, sierborden, cache-pots en serviezen. Daarnaast bestond kristal van hetzelfde merk.
- 1838 Oprichting van Tirschenreuther, een porseleinfabriek in de gelijknamige Beierse gemeente. Het bedrijf werd in 1927 overgenomen door de concurrent Lorenz Hutschenreuther AG, die de merknaam liet bestaan.
- 1844-heden: KAHLA/Thüringen Porzellan GmbH, producent van huishoudelijke serviezen en hotelporselein
- 1871-heden: Goebel porselein
- 1879: oprichting van de "Porzellanfabrik Kühnert & Tischler" in Beieren. In 1895 naamsverandering naar Moschendorf
- 1879-heden: Rosenthal te Selb in Beieren. In 1934 moest bedrijfsleider Philipp Rosenthal zich onder druk van de nazi-regering in Duitsland uit het bedrijf terugtrekken wegens zijn joodse afkomst. Hij overleed in 1937. In 1950 keerde zijn zoon Philip Rosenthal terug uit ballingschap en nam de leiding op zich. Rosenthal was in de 2e helft van de 20e eeuw een pionier op het vlak van eigentijds design. De fabriek in Selb werd ontworpen door Walter Gropius, die ook het servies TAC tekende. Tot de industriële groep Rosenthal Sambonet behoort ook het porseleinmerk Thomas.
- 1880-1992: Porzellanfabrik Zeh & Scherzer, uit Rehau (Opper-Franken) (Beieren), maakte serviezen en vazen onder de merknaam Scherzer.
- 1881-heden: Bauscher porselein uit Weiden
- 1886-heden: Mitterteich porselein uit de stad Mitterteich (Beieren), vooral bekend voor hotelporselein.
- 1887-2013: Arzberg. Arzberg (Opper-Franken) is tevens de naam van een Beierse gemeente.
- 1903-2010: Porzellanfabrik Heinrich Winterling G.m.b.H. & Co. Producent van serviezen en geschenkartikelen.
- 1909-heden: Könitz, porseleinen bekers, koffiekoppen en borden. In januari 2007 kocht Könitz Porzellan GmbH een andere Duitse porseleinfabriek, nl. Weimar Porzellan, die echter eind 2018 werd opgeheven.
- 1910-heden: Seltmann, familiebedrijf uit Weiden (Beieren) producent van witte of gedecoreerde serviezen, zowel voor professionele als huishoudelijke toepassingen.
- 1951: Porzellanfabrik Sandizell, gespecialiseerd in menselijke figuren, vaak in kleding met kant.
- Triptis Porzellan (met de merken Eschenbach, Winterling en Triptis)
- 1953-heden: Friesland Porzellan, met echt porselein, aardewerk en stoneware, te Varel[8]
- Bareuther porselein uit Waldsassen
- Asa Selection (porselein en keramiek) in Höhr-Grenzhausen

### Tsjechisch en Pools porselein
- 1794-heden: Thun porselein uit Tsjechië[9]
- 1831: Krister Porzellan-Manufaktur, door Karl Krister gesticht in 1831 in Silezië, dat toen een deel was van Duitsland, maar nu in Polen ligt. Krzysztof en W-Wawel zijn merknamen van dit bedrijf.
- Duxer Porzellanmanufactur was een Tsjechische porseleinfabriek, die gesticht werd in de 19e eeuw en o.a. dierenfiguren maakte.
- 1874-heden: Český porcelán akciová společnost Dubí uit Tsjechië, gesticht in 1864 door Anton Tschinkel als fabriek die majolica maakte. Vanaf 1874 productie van porselein.
- 1884-heden: Gebrüder Benedikt porselein in Dvory (Tsjechië)
- 1969-heden: Lubiana porselein (Polen), heeft in totaal meer dan 1.400 mensen in dienst en produceert jaarlijks ongeveer 13.000 ton porselein

### Porselein uit het Verenigd Koninkrijk en Ierland
- 1745: Chelsea London
- 1750-heden: Royal Crown Derby, briefbezwaarders en luxe serviezen
- 1751-heden: The Royal Worcester Porcelain Factory (Stoke-on-Trent)
- 1763-heden: Josiah Wedgwood & Sons Limited (Stoke-on-Trent). Dit bedrijf, bekend om zijn Cream Ware en Jasper Ware, begon pas in 1812 echt porselein te maken.
- 1768: Plymouth en Bristol porselein. 18e-eeuws bedrijf, gesticht door William Cookworthy, dat kaolien uit Cornwall gebruikte. Kenmerkend is de hardheid en de "koude" glazuur.
- 1775-heden: Aynsley (Stoke-on-Trent), producent van serviezen en decoratieve voorwerpen. Het bedrijf werd in 1970 overgenomen door Waterford Glass Company Ltd uit Ierland (Waterford Crystal).
- 1795-1967: de Coalport Porcelain Manufactory in Coalbrookdale, werd in 1795 gesticht door William Reynolds en John Rose te Caolport langs het Coalport kanaal dat in 1792 voltooid werd. In 1967 werd het een deel van de Wedgwood groep.
- 1815-heden: The Royal Doulton Company (Londen)
- 1889-1962 Stanley China Works in Longton (Stoke-on-Trent) vervaardigde bone china en porselein.
- Royal Tara China, porseleinmerk uit Galway, Ierse Republiek

Andere bekende merken zijn Belleek, dat porselein maakt sinds 1863 (Belleek Pottery, Noord-Ierland), Royal Albert, Minton bone china, Spode en Paragon.
Bone china of beenderporselein was een Britse uitvinding maar wordt nu ook in Scandinavië, Duitsland, Indië en China gemaakt. Het Zweedse bedrijf Gustavsberg produceert sinds 1866 ook beenderporselein.

### Frans porselein

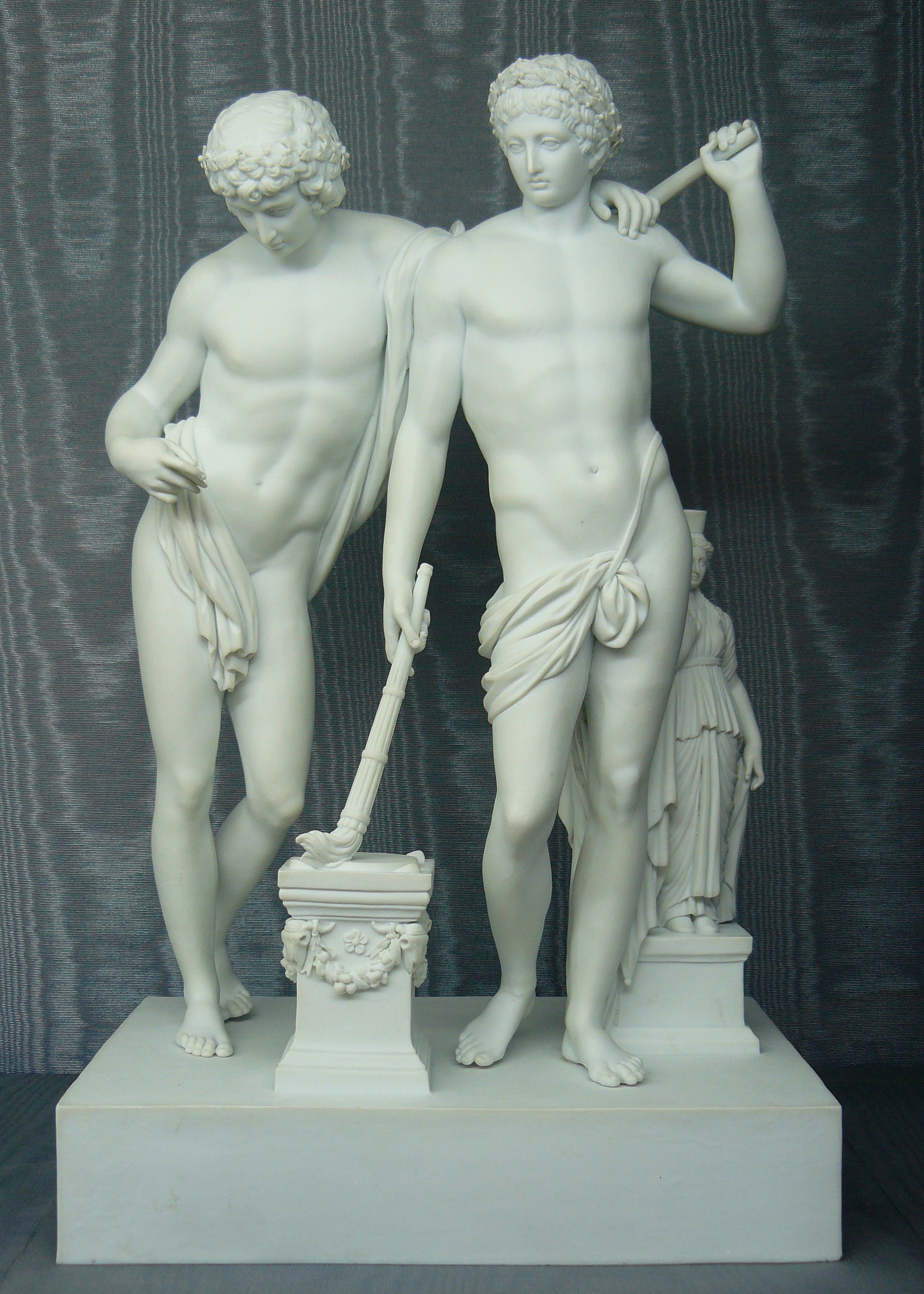
Castor en Pollux

- 1740: Vincennes (Manufacture de Vincennes). In 1740 richtten ambachtslieden uit Chantilly een porseleinfabriek op in het Chateau de Vincennes. In 1752 verwierf koning Lodewijk XV een participatie in het bedrijf, dat toen de naam van Manufacture Royale de Vincennes kreeg.
- 1756-heden: Sèvres (Manufacture royale de porcelaine de Sèvres)
- 1770: L'Ancienne Manufacture Royale de Limoges (Limoges)
- Tussen 1780 en 1790: porseleinfabriek te Rijsel (Lille), opgericht door François Lepierre, produceerde vazen
- 1784 Oprichting van de Faïencerie de Sarreguemines (productie van aardewerk). Hieruit ontstond in 1876 een nieuwe fabriek in Digoin met productie van hotelporselein. Porcelaine Pyroblan is een merknaam van Sarreguemines.
- 1789-heden: Revol Porcelaine, familiebedrijf, producent van culinair porselein
- 1826-heden: Deshoulières, serviezen en geschenkartikelen
- 1842-heden: Haviland (Limoges)
- 1849-heden: Raynaud (porselein) (Limoges)
- 1850-heden: Porcelaine de Sologne, serviezen en geschenkartikelen. Maakt deel uit van de Groupe Deshoulières.
- 1863-heden: Bernardaud (Limoges)
- 1934: Georges Boyer, (Limoges). De vader van Georges, nl. Jean Boyer, een porseleinschilder, kocht reeds in 1919 een porseleinfabriek in Limoges.
- Porcelaines Chastagner, (Limoges), in 1958 gesticht door Alexandre Chastagner
- 1993-heden: Manufacture de Porcelaines Jacques Pergay een producent van serviezen te Limoges.
- Le Tallec was een atelier van porseleinschilders of decorateurs (Parijs), die kleine geschenkartikelen decoreerde in een klassieke stijl met veel bladgoud. Het ongedecoreerde witte porselein werd dus elders aangekocht. Ieder artikel van het atelier was volledig met de hand beschilderd.
- Jean Louis Coquet (Limoges), serviezen en geschenkartikelen
- Medard de Noblat (Limoges), serviezen
- Lafarge (Limoges) produceerde serviezen met typisch Franse decors. Lafarge werd in 1999 overgenomen door het porseleinbedrijf Philippe Deshoulières en in 2004 gesloten, omdat het niet meer rendabel was.

### Italiaans porselein
- 1743-1759: Capodimonte, gesticht door Karel van Bourbon, de latere koning Karel III van Spanje.
- In 1735 werd in Toscane de "Manifattura di porcellane di Doccia" opgericht. De oudste dateerbare producten in porselein dateren van 1740. Uit deze manufactuur zou later het porseleinmerk Richard Ginori ontstaan.
- Porcellane Tognana uit Treviso
- Alessi is een Italiaans bedrijf dat producten ontwerpt en produceert in een eigentijds design. Naast voorwerpen in metaal, hout, kristal en kunststof heeft Alessi ook serviezen en kleine voorwerpen in porselein. Het ontwerp gebeurt door Alessi; de productie vindt plaats in Duitsland vermits Alessi zelf geen porseleinfabriek bezit.
- Mangani SRL, Porcellane d'Arte uit Firenze, luxueuze decoratieve producten, soms met kobaltblauw en vergulde versieringen.

### Spaans porselein
- 1727-1895: Porcelana de Alcora in L'Alcora, regio Valencia.

In 1760 ontstond de porseleinmanufactuur Buen Retiro, dat als grondstof magnesiumsilicaat gebruikte uit de groeve van Vallacas bij Madrid. Het initiatief kwam van koning Karel III en zijn echtgenote, Maria Amalia van Saksen. Buen Retiro hield op te bestaan als gevolg van een oorlog in 1808.
Momenteel produceert het bedrijf Lladro uit Valencia porseleinen figuren zoals meisjes, jongens, clowns, voorstellingen van een beroep, figuren voor een kerststal of dieren.

### Portugees porselein
- 1824-heden: Vista Alegre, in de gemeente Ilhavo, Portugal
- 1970-heden: Spal Porcelanas, in de gemeente Alcobaça
- 1987-heden: Porcel - Indústria Portuguesa de Porcelanas, producent van serviezen en geschenkartikelen in porselein
- 1992-heden: Costa Verde

### Fins porselein
- Arabia is een Fins bedrijf opgericht in 1873, dat porseleinserviezen en aardewerk produceert.
- Iittala, opgericht in 1881, is bekend omwille van zijn eigentijdse mooie vormen in porselein. Het maakt serviezen. Bekend zijn ook de vazen ontworpen door Aalvar Aalto. deze vazen zijn in glas gemaakt.

### Hongaars porselein
- 1826: Herend maakt serviezen, vazen, cache-pots en figuren die steeds met de hand beschilderd zijn. Herend was in het midden van de 19e eeuw hofleverancier van de Habsburgse dynastie van Oostenrijk-Hongarije, van de familie Rothschild en van een aristocratisch cliënteel in heel Europa. Het bedrijf leidt zelf zijn porseleinschilders op. Hoewel Herend sterk is in het behouden van artistieke tradities en traditionele decors, worden sinds 1990 ook moderne eigentijdse vazen gemaakt.
- 1853 Zsolnay: luxeporselein, maar ook bouwkeramiek (tegels).

### Oostenrijks en Zwitsers porselein
In 1718 begon Claudius Innocentius du Paquier, met privilege van de keizer te Wenen een porseleinfabriek. Hij had hulp van twee medewerkers uit Meissen. Du Paquier verkocht het bedrijf in 1744 aan de Oostenrijkse staat. De Wiener Porzellanmanufaktur, die het Oostenrijkse hof en de adel van serviezen en sierstukken van erg hoge kwaliteit voorzag bestond tot 1864. In 1923 ontstond de porseleinfabriek Augarten, die nog steeds actief is, en gedeeltelijk de decors van de vroegere Weense manufactuur heeft overgenomen. Augarten produceert serviezen, lampenvoeten, figuren en vazen. Augarten porselein wordt met de hand beschilderd.
- Rössler Porzellan, productie van porselein in Zwitserland sinds 1957

### Russisch porselein

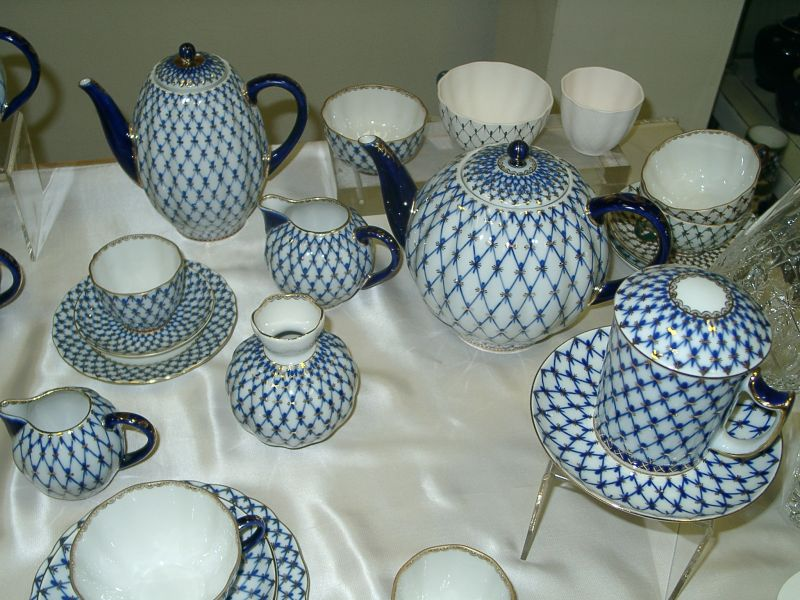
Russisch porselein

- 1744: Lomonosov. Een moderne selectie staat opgesteld in het Museum Geelvinck Hinlopen Huis.
- 1835: Kornilow, porseleinfabriek in Sint-Petersburg.

### Zuid-Afrikaans porselein
- 1949-heden: Continental China, te Kaapstad

### Porselein uit de Verenigde Staten van Amerika
Pickard China uit de staat Illinois en Lenox uit de staat New York zijn beide leveranciers van serviezen voor het Witte Huis. Hun producten worden ook wereldwijd verkocht.

## Musea met belangrijke porseleincollecties
- Rijksmuseum in Amsterdam
- Kasteel-Museum Sypesteyn in Loosdrecht met porselein van de Manufactuur Oud-Loosdrecht
- Paleis Het Loo Nationaal Museum te Apeldoorn met porselein afkomstig uit de fabriek van Frédéric Faber
- Museum Paulina Bisdom van Vliet te Haastrecht met Aziatisch en Europees porselein uit de 17e tot en met de 19e eeuw
- Koninklijke Musea voor Kunst en Geschiedenis, locatie "Japanse Toren", Laken (verzameling Chinees en Japans porselein en keramiek)
- Musée Royal de Mariemont, België
- Meißener Porzellan Museum, met een van de grootste collecties Meissener porselein ter wereld
- Staatliche Kunstsammlungen Dresden, Porzellansammlung, Dresden
- Porseleinmuseum in het slot Ludwigsburg
- Villeroy & Boch Keramikmuseum te Mettlach
- Museum Schloss Fasanerie in Eichenzell bij Fulda
- Op twee locaties, in voormalige porseleinfabrieken, in het Selber stadsdeel Plößberg, 2½ km ten noorden van het stadscentrum, en in Hohenberg an der Eger, staat het na renovatie in 2014 gereedgekomen museum Porzellanikon
- Musée du Louvre, Parijs
- Musée du château de Versailles
- Musée de Sèvres, cité de la Céramique
- Musée des Arts Décoratifs, Parijs
- Musée National de la Porcelaine A. Dubouché (Nationaal porseleinmuseum), Limoges
- British Museum, Asia Department, Londen
- Victoria and Albert Museum, Londen
- The Wedgwood Museum, Barlaston, Stoke-on-Trent
- Royal Crown Derby Visitor Centre, Derby
- Museo Arqueológico Nacional de Madrid
- Hermitage (Sint-Petersburg)
- Keramiekmuseum in het Kuskovo (Kuskowo) kasteel, Moskou
- Topkapıpaleis, Istanboel
- National Palace Museum, Taipei met antiek Chinees porselein
- Philadelphia Museum of Art
- The Cleveland Museum of Art
- Museum of Fine Arts, Boston
- de Young Museum of Fine Arts Los Angeles, met een collectie Meissener porselein

## Taal
In de taal wordt porselein ook gebruik als aanduiding voor "waardevol" en/of "duurzaam", zoals:
- een porseleinen huwelijk, zie huwelijksverjaardag
- een porseleinen jubileum, zie jubileum

## Voetnoten
1. 1 2  https://web.archive.org/web/20110414041130/http://naturalisticspoon.com/Imari.html
2. ↑  Deze tijd wordt in de Chinese geschiedenis de periode van de Zes Dynastieën genoemd. Die tijd is gevolgd door de Vijf Dynastieën en de Song-dynastie.
3. ↑  Antonin, D. & D. Suebsman (2009) Faszination des Fremden: China-Japan-Europa, p. 46, 50. Jubläumsausstellung im Hetjens-Museum. Düsseldorf.
4. ↑  Volker, T. (1971) Porcelain and the Dutch East India Company as recorded in the Dagh-registers of the Batavia castle, those of Hirado and Deshima and other contemporary papers 1602-1682, p. 137-138. Leiden. E.J. Brill.
5. ↑  Naumann, G. (2003) Sächsische Geschichte in Daten, p. 149.
6. ↑  Weesper porselein
7. ↑  Weesper en Hollands porselein in Weesp
8. ↑  Sedert 2019 eigendom van Royal Goedewaagen te Nieuw-Buinen, Nederland. Op 30 juni 2023 door brand verwoest, herstart bedrijf gepland in 2024.
9. ↑  Hirtory of the Zlášterec castle. Gearchiveerd op 13 februari 2015. Geraadpleegd op 6 april 2015.
10. ↑  Porcelain Museum in the Augarten. Gearchiveerd op 27 mei 2015. Geraadpleegd op 18 mei 2015.